# TMK 200
TMK 200 је био прототип зглобног трамваја. На основу њега је настала серија TMK 201, само што она није више зглобна. Ово је први зглобни трамвај компаније "Ђуро Ђаковић". Постојао је још један прототип у изради и направљена му је каросерија, али никада није завршен. У Загребу је саобраћао 1966.-1993. године, када су његова моторна постоља искоришћена за израду прототипа трамваја TMK 2100. Капацитет трамваја је био 165 путничких места и имао је могућност вуче једне приколице.

## Bиди још
- TMK 201
- Загребачки трамвај